# Platystethus arenarius
Platystethus arenarius (лат.) — палеарктический вид жуков семейства стафилинид.

## Описание
Длина тела имаго 4—5 мм. От других представителей своего рода отличается отсутствием продольных вдавлений возле глаз. Тело чёрное или смоляно-красное на основании.

## Размножение
Самки строят овальные или сферические яичные камеры, диаметром 6—10 мм, в которые откладывают от 40 до 90 яиц. Располагают их внутри навоза, обычно над почвой, хотя иногда часть камеры вырыта и в почве. Самцы при кладке яиц не присутствуют. Кладка происходит внутри камеры, период кладки затягивается на несколько дней и самка остаётся в камере до того момента пока последнее яйцо не будет отложено. На протяжении этого времени самки исправляют каждое повреждение и защищают яйца от незваных гостей, таких как, например, большие личинки своего же вида, но маленькие личинки допускаются самками в камеру; уничтожают проникающие туда гифы грибов, раскусывая их, и защищают от хищников, посягающих на кладку. Хайтон (англ. Hiton) при исследовании поведения данного вида отметил, что самки используют химическое оружие, которым подчиняют зашедших в камеру чужих личинок. По его словам «самка поднимала брюшко над грудью и головой и производила ряд резких движений кончиком брюшка в сторону личинок».
Эмбриональное развитие яйца, от момента кладки до прокалывания личинками хориона, занимает трое-четверо суток. Личинки проходят три этапа развития. Молодые личинки не атакуют незваных гостей, друг друга или ещё непроклюнувшееся яйцо, однако могут поедать тела увечных или убитых самкой зашедших в камеру хищников или личинок. Питаются на навозе и не атакуют друг друга, даже если камера переполнена. Большие личинки первого этапа, покинув яичную камеру строят свою собственную камеру для продолжения питания. В камерах они развиваются до конца, постоянно питаясь. Внутри навоза могут питаться падалью, но не хищничают. Примерно столько же времени, сколько личинки питаются, они уделяют на ремонт своей камеры.
Полностью развившиеся личинки отправляются на поиски подходящего места для постройки куколочной колыбельки. Построив колыбельку личинки залезают в неё и окукливаются (окукливание продолжается сутки или двое). Стадия куколки длится до пяти дней.
Итого, цикл развития — от свежеотложенного яйца до появления из куколки имаго — длится 29—35 дней, при температуре 25 °C.

## Экология
Жуки живут на испражнениях травоядных животных. На них жуки встречаются повсеместно на конском и коровьем навозе, животных и растительных остатках. Местами встречаются в изобилии на пастбищах и лугах, где кормится крупный рогатый скот или лошади. Помимо испражнений жуки перелетая или путешествуя на некоторые расстояния, они могут заходить в сады городов. Отмечены были также на стогах сена, падали и разлагающихся грибах. Жуки зимуют в сухом навозе или между ним и землёй.
В сумеречное и ночное время суток ходят среди кустов в открытых насаждениях и часто вместе с другими представителями подсемейства Oxyteline, например, с Anotylus rugosus и Oxytelus laqueatus, а иногда даже в массе. В ночное время могут лететь к искусственному источнику света.